# Shine (canción de Elan)
«Shine» es el primer sencillo del cuarto álbum de estudio de la cantante mexicana de rock alternativo Elan, titulado con el mismo nombre, Shine.
Shine es el primer sencillo del cuarto álbum de estudio del Elan del mismo nombre, lanzado en el febrero de 2008.
El video musical fue dirigido por el renombrado director de videoclips mexicano David "Letxe" Ruíz, que ya había colaborado con Elan en los videos Midnight, Hideaway y They Came From the City.
El video fue lanzado en los canales de videos musicales más importantes, y sus fanes lo pudieron solicitar a través de un boletín informativo con una lista de correos electrónicos en sus páginas oficiales.